# Athetis tristior
Athetis tristior är en fjärilsart som beskrevs av W. Warren 1912. Athetis tristior ingår i släktet Athetis och familjen nattflyn. Inga underarter finns listade i Catalogue of Life.